# Восточная провинция (Сьерра-Леоне)
Восто́чная прови́нция (англ. Eastern Province) — одно из четырёх основных подразделений Сьерра-Леоне.
- Административный центр — город Кенема.
- Площадь — 15 553 км², население — 1 187 532 человека (перепись 2004 года).

## Границы
На юго-западе граничит с Южной провинцией, на севере с Северной провинцией, на северо-востоке с Гвинеей, на юго-востоке с Либерией.

## Административное деление
Административно разделена на три района (округа):
- Кайлахун
- Кенема
- Коно